# Diageo
Diageo este unul dintre cei mai importanți producători de băuturi alcoolice din lume. Listată pe London Stock Exchange, compania are peste 22,000 de angajați și un profit de aproape 12,16 miliarde GBP (2018).